# Hi-Fi

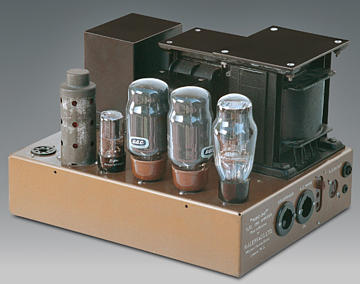
Высококачественный ламповый усилитель звуковых частот LEAK TL/12, 2005 год

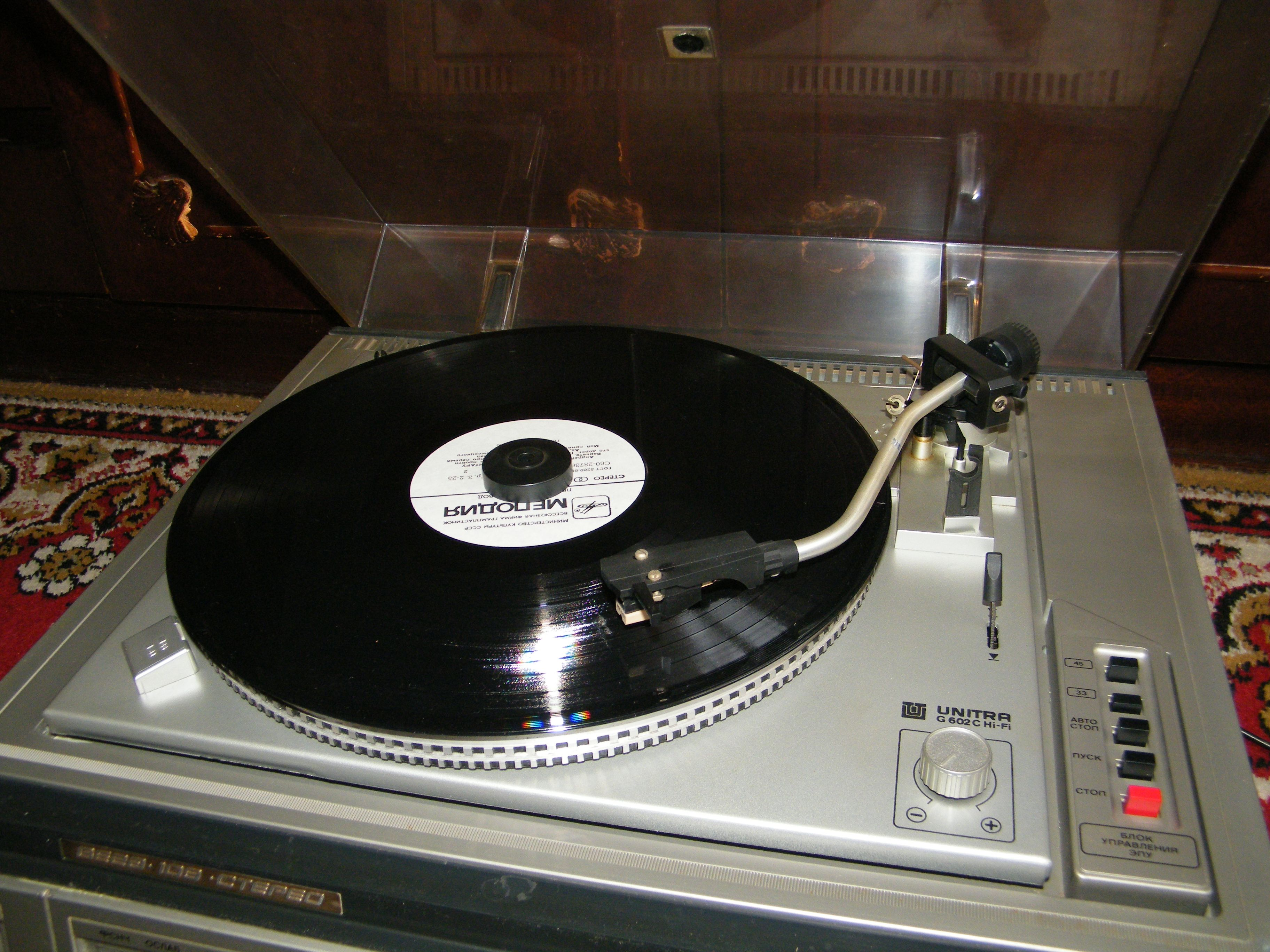
Стереофонический электрофон 1-го класса «Вега-109 стерео» (Бердский радиозавод)
ЭПУ высшего класса (Hi-Fi) фирмы Unitra (Польша), выпускается с 1985 года

Hi-Fi (англ. High Fidelity — высокая точность, высокая верность) — термин, означающий, что воспроизводимый аппаратурой звук очень близок к оригиналу.
Надпись «Hi-Fi» на звуковоспроизводящей аппаратуре означает, что она соответствует одному из следующих стандартов: DIN 45500 или IEC 60581. Стандарт DIN 45500 был отменён одной частью, другой заменён европейским стандартом IEC 60581, с минимальными изменениями повторён в ГОСТ 24388-88 (для усилителей) и ГОСТ 23262-88 (для акустических систем). В СССР Hi-Fi соответствовали 0 и 1 классы радиоаппаратуры.

## Стандарты
В 1974 году немецкий Deutsches Institut für Normung (DIN) выпустил стандарт DIN 45500, определяющий следующие требования к звуковоспроизводящей аппаратуре:
- максимальные значения неравномерности амплитудно-частотных характеристик (АЧХ) звуковоспроизводящей аппаратуры (нАЧХ, дБ);
- коэффициент нелинейных искажений или коэффициент гармоник (КНИ или Кг, %);
- уровня шума — отношение полезного сигнала к уровню собственных шумов (ШУМ, дБ).

Способы измерения этих и других показателей определяются ныне действующим стандартом DIN 45000.
Определяя положения стандарта DIN 45500 для звуковоспроизводящей техники класса Hi-Fi, можно выделить следующие основные характеристики и их предельные значения:

### Для тюнеров
- Полоса воспроизводимых частот, 30 Гц — 15 000 Гц; (выше границу получить сложно ввиду необходимости подавления пилот-тона 19 кГц)
- Коэффициент нелинейных искажений на частоте 1 кГц, не более 0,5 %;
- Коэффициент интермодуляционных искажений — N/A;
- Различие параметров каналов в полосе 250—6300 Гц, не более 3 дБ;
- Переходные помехи на частотах 250—6300 Гц (6300—15000 Гц), не более 26 дБ (15 дБ).

### Для усилителей
- Неравномерность АЧХ в диапазоне воспроизводимых частот 40—16000 Гц — 1,5 дБ по линейному входу (2 дБ при наличии корректора);
- Коэффициент нелинейных искажений в диапазоне воспроизводимых частот 40—12500 Гц, не более 1 %.
- Коэффициент интермодуляционных искажений в полосе воспроизводимых частот 250—8000 Гц (также вне этой полосы при снижении уровня звукового давления на 6 дБ), не более 3 %;
- Разброс параметров каналов в диапазоне воспроизводимых частот, не более 3 дБ;
- Переходные помехи — N/A.

### Для акустических систем
- Неравномерность АЧХ относительно среднего уровня звукового давления в диапазоне воспроизводимых частот 100—4000 Гц, дБ — ± 4 дБ (+4/-8 дБ);
- Коэффициент нелинейных искажений на воспроизводимых частотах 250—1000 Гц (2000 Гц), не более 3 % (1 %);
- Коэффициент интермодуляционных искажений — N/A;
- Различие параметров каналов — N/A;
- Переходные помехи — N/A.

Нередко производители профессиональной и качественной звуковоспроизводящей аппаратуры вместо стандарта в характеристиках аппарата указывают 3 основных параметра, а именно КНИ, ШУМ, нелинейность АЧХ. Мощность усилителей мощности звуковых частот стандартами не определяется.

## High-End
Претендуя на особенность и исключительность, применяя материалы, использование которых может быть экономически не обосновано для серийного производства, а также нетрадиционные технические и не технические решения, некоторые производители аппаратуры относят свои изделия к некоему классу «Hi-End». Данная аппаратура отличается крайне высокой ценой, при этом может и не соответствовать описываемому стандарту.
Также под это понятие подводят электронику ручной сборки. Следовательно, под термином «High-End» может продвигаться какая угодно продукция, иногда не соответствующая никаким стандартам и даже заявляемым на неё характеристикам.
Пользователи и производители «High-End» в описании и сравнении своей техники используют не числовые измерения параметров, которые можно определить в лабораторных условиях, а субъективные мнения слушателей, которые часто описывают различные особенности звучания схожими определениями, как-то: «мягкий», «тёплый», «холодный», «прозрачный», «металлический» и т. д. Это сфера субъективизма и вкусовых пристрастий группы клиентов, готовых отдавать за своё увлечение большие деньги. Любовь к раритетной и современной технике, собранной по архаичным технологиям, можно объяснить ностальгией пользователей, пристрастию к так называемому «винтажу».
Поклонников качественного звука, Hi-Fi или «High-End» аппаратуры часто называют аудиофилами.